# Halmesaari (ö i Södra Savolax, Nyslott, lat 62,12, long 28,68)
Halmesaari är en ö i Finland. Den ligger i sjön Enonvesi och i kommunen Nyslott i  landskapet Södra Savolax, i den sydöstra delen av landet, 290 km nordost om huvudstaden Helsingfors. Öns area är 6,7 hektar och dess största längd är 480 meter i sydöst-nordvästlig riktning.